# Análisis de redes sociales

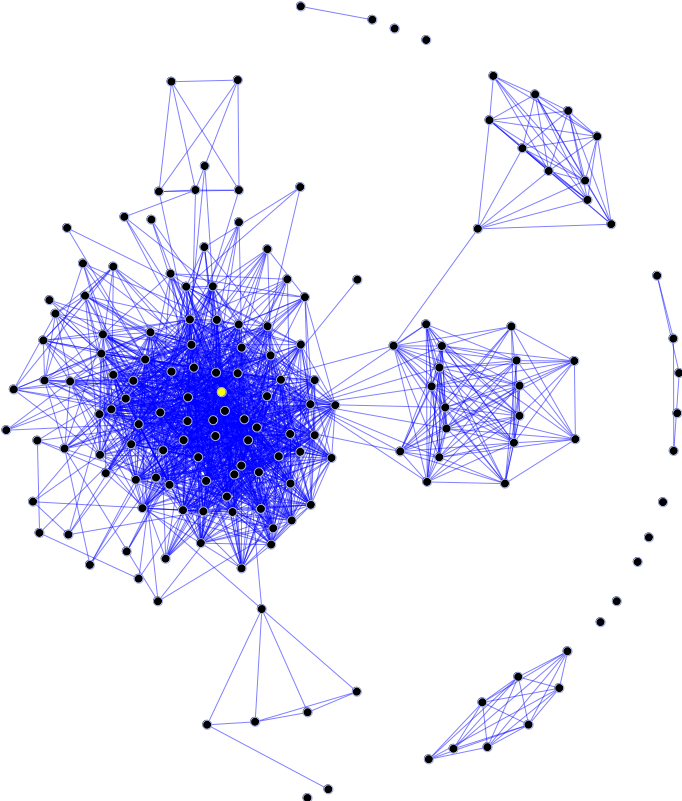
Estructura de una red social representada como grafo. El vértice destacado corresponde a un actor que bajo ciertos criterios es considerado central en la red.

El análisis de redes sociales (abreviado ARS o SNA, por el término en inglés, social network analysis) es un campo de estudio interdisciplinario enfocado en el estudio de las redes sociales, cuya motivación inicial es el modelamiento y estudio de fenómenos sociales. En el análisis de redes sociales convergen diversas disciplinas tales como las ciencias sociales y matemáticas, estadística y ciencias de la computación. A diferencia de las ciencias sociales y del comportamiento, esta disciplina da una importancia preponderante a las interrelaciones existentes entre las entidades que interactúan en la red.

## Historia
Los estudios relacionados con la medición de lazos interpersonales en grupos pequeños se remontan a 1934, con la creación de los sociogramas por parte de Jacob Levy Moreno. Los sociogramas, grafos utilizados para estudiar la dinámica de grupos, dieron origen a la sociometría. A fines de los años 1940 e inicios de los años 1950, junto con los primeros estudios formales de cliques o camarillas en sociomatrices y de centralidad en sociogramas, se introdujo además la teoría de grafos (creada por Leonhard Euler en 1736) como herramienta clave para el estudio de las estructuras sociales relacionales. Poco después, a partir de la sociometría y de la psicología de grupos pequeños desarrollada en los años 1950, surgió la psicología social, de forma paralela a la publicación de un artículo científico escrito por el antropólogo social John Arundel Barnes en 1954, a partir del cual se comenzó a utilizar sistemáticamente el término «red social». En 1963 y 1969, a la notación de las sociomatrices y los grafos se sumó la notación algebraica, para el estudio de relaciones múltiples y compuestas en redes sociales unimodales. Tanto la psicología social como la antropología social, la sociología, el desarrollo organizacional, entre otros campos, experimentaron un creciente desarrollo hacia finales de los años 1980, utilizando formalmente datos relacionales para sus análisis.
El análisis de redes sociales se fue gestando de este modo como disciplina interdisciplinaria desde mediados del siglo XX, a partir de la convergencia de la teoría social, la investigación empírica, las matemáticas, la estadística y la informática. De la necesidad de unificar conocimientos comunes de todas estas disciplinas, el análisis de redes sociales despegó como disciplina propia a partir de los años 1990. El desarrollo de las tecnologías de la información y la comunicación a fines del siglo XX y principios de los años 2000, vino de la mano con la creación de diversos softwares de aplicación para el análisis y visualización de redes sociales con grandes cantidades de datos. Actualmente, las redes sociales en línea generan un sinfín de datos relacionales que se estudian desde esta disciplina. Debido a lo anterior, en el análisis de redes sociales actualmente confluyen diversas disciplinas tales como las ciencias sociales y del comportamiento, matemáticas, estadística y ciencias de la computación. Por otra parte, también se le relaciona con la ciencia de datos. Asimismo, las redes sociales en línea han llevado a la generación de redes complejas, que son el objeto de estudio de la ciencia de redes.

## Métodos de análisis
El análisis de redes sociales busca modelar relaciones entre entidades de un sistema para poder describir la estructura de la red social resultante. Los objetivos generales clásicos de este modelamiento son obtener una representación visual de la estructura de la red, y un modelo probabilístico de resultados estructurales. La idea es estudiar, por ejemplo, el impacto de dicha estructura en el funcionamiento del sistema, la influencia que ejerce esta estructura sobre los distintos actores, o la evolución de la red en el tiempo (lo que se conoce como el estudio de redes temporales). Por lo tanto, el análisis de redes sociales puede abarcar tanto estudios transversales como longitudinales.
Esta disciplina considera dos tipos de variables:
- Variables estructurales, que refieren a las relaciones entre actores o a la composición de la red. Por ejemplo, la amistad entre personas o transacciones comerciales entre países.
  - Variables de afiliación, consideradas un tipo especial de variables estructurales, utilizadas en redes de afiliación para medir relaciones de pertenencia de un tipo de actores a un cierto acontecimiento u organización. Por ejemplo, en una red de afiliación de clubes, la pertenencia de los actores a cierto club considerado por la red.
- Variables composicionales o variables atributo, que refieren a atributos de los actores. Por ejemplo, edad de las personas o índices económicos de cada país.

Las variables estructurales son fundamentales para la disciplina, y se pueden complementar con las variables composicionales, que son las utilizadas en estudios no relacionales.
Esta disciplina favorece tanto la investigación teórica, como la empírica y la cuantitativa. Dentro de esta última, la teoría de grafos, la teoría de la probabilidad, la estadística y los modelos algebraicos son los principales enfoques matemáticos usados. No obstante lo anterior, en una red social no se puede suponer la independencia muestral de observaciones realizadas sobre sus actores, ya que estos se consideran interdependientes; por lo tanto, los métodos estadísticos difieren de los usados por ejemplo en las ciencias sociales y del comportamiento. Así, por ejemplo, no se suelen utilizar regresiones múltiples, test-t, correlaciones canónicas, ni modelos de ecuaciones estructurales, pero sí son comunes los modelos log-lineales, especialmente para el análisis de díadas. En el análisis de redes sociales, la estadística descriptiva permite comprender cómo se comporta la red, mientras que la estadística inferencial permite dirimir la veracidad de las pruebas de hipótesis.

## Métricas y propiedades

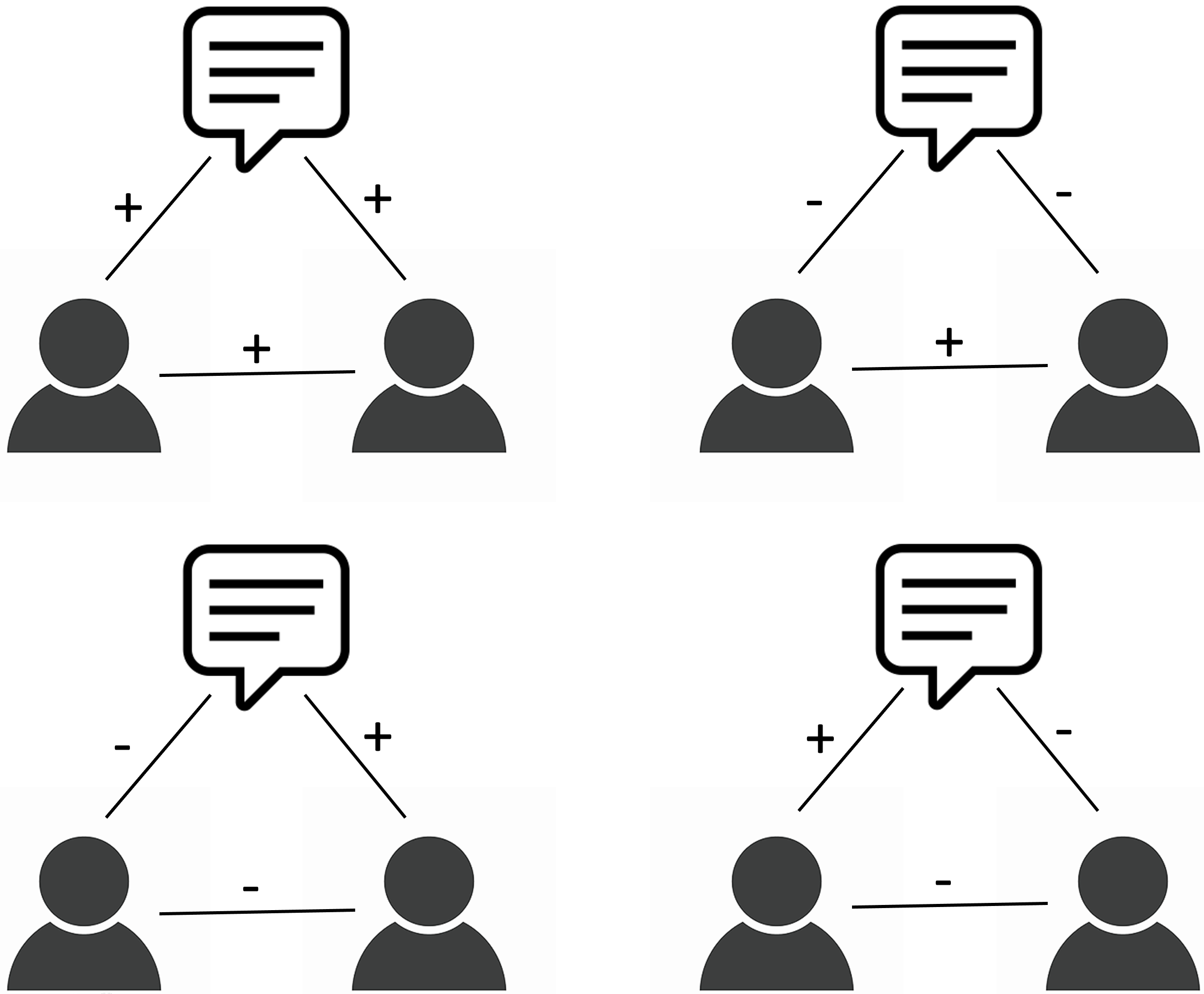
En análisis de redes sociales y de acuerdo a la teoría de equilibrio estructural de Fritz Heider, hay equilibrio estructural si dos personas son amigas (+) y opinan igual sobre cierto tema, o si son enemigas (-) y opinan distinto sobre cierto tema.

Algunas de las métricas y propiedades utilizados en el análisis de redes sociales son la densidad de la red, el alcance, o la conectividad, agrupabilidad y multiplicidad, centralidad de los actores y centralización de la red, equilibrio estructural, reciprocidad o mutualidad (en díadas o pares de actores), y transitividad (en tríadas de actores).

## Proceso de análisis
Usualmente se sugiere para el análisis de redes sociales un proceso iterativo de seis pasos:
1. Identificación de datos: Búsqueda e identificación de la fuente de información correcta para fines analíticos.
2. Recolección de datos: una vez que se identifica una fuente confiable y minable de datos de redes sociales, luego viene la recolección o extracción de los datos a través de API o manualmente.
3. Limpieza de datos: este paso implica la eliminación de los datos no deseados de los datos extraídos automáticamente.
4. Análisis de datos: A continuación, se analizan los datos limpios para obtener información comercial. Dependiendo de la capa de análisis de medios sociales que se considere y de las herramientas y algoritmos empleados, los pasos y el enfoque dependerán en gran medida.
5. Visualización de resultados: Dependiendo del tipo de datos, la parte de análisis conducirá a visualizaciones relevantes para una comunicación efectiva de los resultados.
6. Interpretación de resultados: este paso se basa en los juicios humanos para interpretar el conocimiento valioso de los datos visuales. La interpretación significativa es de particular importancia cuando se trata de análisis descriptivos que dejan lugar a diferentes interpretaciones.

### Identificación de datos
En este paso se identifican los datos disponibles para enfocar el análisis. Los datos de redes sociales deben provenir al menos de una variable estructural referida a relaciones entre actores. A estos datos relacionales se les llama datos estructurales. Existen diversos aspectos a considerar para la identificación de datos:
- Unidad de observación: entidad sobre la cual se miden las variables para la obtención de datos. Puede ser un actor (como en el caso de las redes egocéntricas), una díada o par de actores, un lazo relacional o un acontecimiento (en redes de afiliación).
- Unidad de modelización: nivel al que se estudian los datos. Puede ser a nivel de actor, de díada, de tríada, de subgrupos de actores, o del conjunto total de actores de la red.
- Cuantificación relacional: si las relaciones son dirigidas o no dirigidas (es decir, simétricas), y si son dicotómicas o valoradas.

Las fuentes de medios digitales para el análisis de redes sociales incluyen canales de redes sociales, blogs, foros, sitios para compartir imágenes, sitios para compartir videos, agregadores, clasificados, quejas, preguntas y respuestas, reseñas, Wikipedia y otros.
Los medios sociales tienen un mínimo de siete capas de datos. Entre ellas, algunas son visibles o fácilmente identificables (por ejemplo, texto y/o acciones), y otras son invisibles (por ejemplo, hipervínculos y redes).
- datos textuales (como los tuits y comentarios)
- datos de la red (tales como amistades de Facebook, y seguimiento de Twitter)
- acciones (tales como me gusta, acciones, opiniones)
- hipervínculos (por ejemplo, enlaces incrustados dentro del texto)
- datos móviles (por ejemplo, la aplicación móvil de datos)
- datos de ubicación
- motores de búsqueda de datos

Con el fin de hacer el proceso completo de análisis de medios sociales con éxito, es importante definir indicadores clave de rendimiento para evaluar objetivamente los datos. La homofilia se usa como una parte de la analítica, es una tendencia a que el contacto entre personas similares ocurra a un ritmo mayor que entre personas diferentes. De acuerdo con la investigación, dos usuarios que siguen recíprocamente comparten intereses actuales extrayendo sus miles de enlaces. Todos estos se utilizan para tomar decisiones comerciales importantes en los sectores de redes sociales.
La información en sí misma es inútil a menos que se interprete, una vez que comenzamos a analizar los datos, comienza a ser útil ya que transmite un mensaje. Cualquier conjunto de datos que transmite un mensaje significativo se convierte en información. En un nivel alto, los datos no procesados pueden ser: datos ruidosos; datos irrelevantes, datos filtrados; datos que transmiten un mensaje vago. Para extraer información de los datos debemos procesarlos, refinar el conjunto de datos a incluir y en los que queremos centrarnos, y organizarlos.
En el contexto del análisis de redes sociales, la identificación de datos significa definir qué contenido nos interesa. Los atributos de los datos que deben ser considerados son los siguientes:
- Estructura: datos estructurados son datos que han sido organizados en un formato de repositorio-normalmente una base de datos-a fin de obtener un efectivo procesamiento y análisis. Los datos no estructurados, por el contrario, no están organizados ni formateados.[24]
- Idioma: el Idioma se convierte en significativo, si queremos saber el sentimiento de un post en lugar de número de menciones.
- Región: es importante asegurarse de que los datos incluidos en el análisis sólo sean de esa región del mundo donde el análisis se centra. Por ejemplo, si el objetivo es identificar el problemas de agua limpia en India, debe asegurarse que los datos recogidos son de India solamente.
- Tipo de contenido: el contenido de los datos podría ser: texto; fotos, (dibujos, bocetos simples o fotografías); audio; grabaciones de audio de los libros, artículos, charlas o debates; vídeos, grabación, transmisión de secuencias en directo.
- Origen: el contenido de las redes sociales se está generando en una variedad de lugares tales como sitios de noticias, sitios de redes sociales (por ejemplo, Facebook, Twitter). Dependiendo del tipo de proyecto para el que se recopilan los datos, el lugar se vuelve muy significativo.
- Tiempo: es importante recoger los datos se publican en el marco de tiempo que está siendo analizado.
- Propiedad: ¿Es la información privada o públicamente disponible? ¿Existe derecho de autor sobre los datos? Estas son las preguntas que deben ser abordadas antes de la recogida de datos.

### Recolección de datos
Para determinar la población a partir de la cual se seleccionarán los actores de la red, se puede distinguir entre dos enfoques:
- Enfoque realista, que limita la población a aquellos actores que se reconocen como parte de esta. Por ejemplo, los miembros de una pandilla, o los socios inscritos de un sindicato.
- Enfoque nominalista, basado en restricciones que dependen del interés teórico del investigador. Por ejemplo, los actores más relevantes de una organización, recogidos a partir de entrevistas realizadas a todos los miembros de esta.

Para la selección de la muestra y proceso de recolección o extracción de datos, se pueden utilizar la mayoría de procedimientos estándares de las ciencias sociales: encuestas y cuestionarios, entrevistas, observaciones (comunes en trabajo de campo), registros de archivo (muy usados en estudios longitudinales), experimentos, etc. Sin embargo, existen algunas técnicas específicas para la recolección de datos relacionales, como por ejemplo las estructuras sociales cognitivas o los estudios experimentales. Si los límites de la población no están tan claros, se pueden utilizar técnicas de muestreo tales como el muestreo de bola de nieve (para redes egocéntricas), el enrutamiento de mundo pequeño o las redes aleatorias. Adicionalmente, a partir de la recolección de datos a lo largo del tiempo, también se pueden recolectar datos longitudinales para el análisis de redes temporales. Para esto último se puede utilizar igualmente cualquiera de los métodos descritos anteriormente.
En este paso es necesario diferenciar entre la estructura observada y la estructura verdadera de la red. Como en todo proceso de recolección de datos, se debe poner atención a la precisión y validez de los instrumentos de medición, así como a los posibles errores de medición y fiabilidad de los datos. Debido a la alta variabilidad de muchas redes sociales en el tiempo, algunos métodos para evaluar la fiabilidad, como el test-retest, pueden no ser recomendables.

### Análisis de datos
El análisis de datos es el conjunto de actividades que ayudan a transformar los datos en bruto en conocimiento y valor de negocio. En otras palabras, el análisis de datos es la fase que toma los datos filtrados como entrada y los transforma en información para los analistas. Muchos tipos diferentes de análisis se pueden realizar con los datos de los medios sociales. El paso de análisis de datos comienza una vez que sabemos cuál es el problema que queremos resolver y saber que tenemos la suficiente cantidad de datos para generar un resultado significativo.
El desarrollo de un modelo de datos es un proceso o método que utilizamos para organizar los elementos de datos y normalizar el uso de los elementos de datos individuales que se relacionan entre sí. Este paso es importante porque queremos ejecutar un programa de ordenador sobre los datos; necesitamos una manera de decirle a la computadora qué palabras o temas son importantes y si ciertas palabras se relacionan con el tema que estamos explorando.
Algunas herramientas pueden hacer un buen trabajo para determinar sentimientos, mientras otras pueden hacer un mejor trabajo en descomponer el texto en una forma gramatical, lo que permite entender mejor el significado y uso de distintas palabras o frases. En el análisis de nuestros datos, es útil tener varias herramientas disponibles a nuestro alcance para obtener una perspectiva diferente sobre los debates que tienen lugar en torno al tema. El objetivo aquí es configurar las herramientas para enfocar en una tarea en particular. Es un enfoque iterativo, ya que no hay forma establecida de hacer las cosas.
La taxonomía y el perspectivas derivados de dicho análisis son los siguientes:
- Profundidad de análisis: Simple estadística descriptiva basada en la transmisión de datos, análisis ad hoc sobre datos acumulados o análisis profundo realizado sobre los datos acumulados. Esta dimensión de análisis es realmente impulsada por la cantidad de tiempo disponible para llegar a los resultados de un proyecto. Esto puede ser considerado como un amplio continuo, donde el análisis de los rangos de tiempo de pocas horas en uno de los extremos de varios meses en el otro extremo. Este análisis puede responder al siguiente tipo de preguntas:
  - ¿Cuántas personas mencionan Wikipedia en sus tuits?
  - ¿Qué político tuvo el mayor número de "me gusta" durante el debate?
  - ¿Qué competidor recopila la mayoría de las menciones en los medios sociales?
- Capacidad de cálculo: La cantidad de CPU necesario para procesar el conjunto de datos en un período de tiempo razonable. La capacidad de los números necesidad de abordar no sólo la CPU necesidades, sino también la capacidad de la red necesarias para recuperar los datos. Este análisis puede ser realizado en tiempo real, en tiempo casi real, ad hoc de la exploración y el análisis profundo.
- Dominio de análisis: El dominio del análisis es clasificar ampliamente en medios sociales externos e internos de medios de comunicación social. La mayoría de las veces cuando la gente utiliza el término medios sociales refiere a sitios como Twitter, Facebook y LinkedIn. También podría tratarse de una red corporativa, que es una red social privada se utiliza para facilitar la comunicación dentro de la empresa.[27]
- Velocidad de los datos: La velocidad de datos en los medios sociales se pueden dividir en dos categorías: los datos en reposo y los datos en movimiento. Los datos en movimiento pueden responder a preguntas tales como: ¿Cómo es que los sentimientos del público sobre los jugadores cambian durante el transcurso del partido?, ¿la multitud tranmite un sentimiento positivo sobre el jugador que está perdiendo el juego?. En este análisis, la cantidad de detalle que se produce está directamente relacionado con la complejidad de la herramienta analítica o sistema. El segundo tipo de análisis es un análisis de los datos en reposo. En este caso, el análisis se realiza una vez que los datos son totalmente recogidos. Este análisis puede proporcionar información tal como: ¿qué productos de su empresa tienen la mayoría de las menciones?, ¿Cuál es la relación de sentimiento en torno a sus productos en comparación con productos de un competidor?

### Visualización de datos

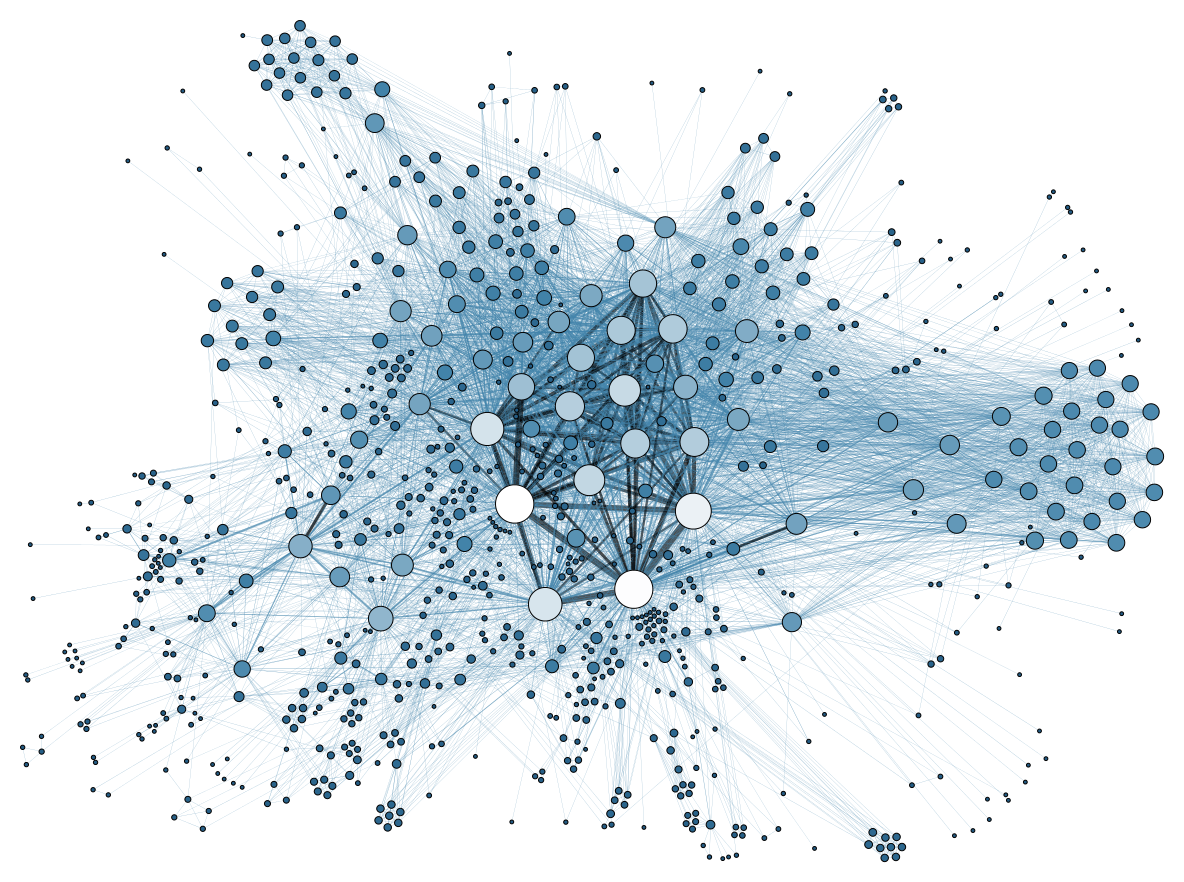
Visualización de una red social como grafo, donde se utiliza el tamaño y el color de los vértices, así como el grosor de las aristas, para describir propiedades estructurales de la red.

La manera más usual de visualizar redes sociales es por medio de grafos, siendo frecuentes tanto las representaciones espaciales bidimensionales como las tridimensionales. Los sociogramas también se siguen utilizando ampliamente. Sin embargo, a partir de la teoría de grafos, otros tipos de representaciones, como las matriciales (matrices de adyacencia, de incidencia, laplacianas, entre otras) también son frecuentes.

### Interpretación de la información
En la medida en que usuarios no técnicos serán los receptores de la información, la forma de presentación de los datos se convierte en algo importante. ¿Cómo podrían los datos dar sentido de manera eficiente para que pudieran ser utilizados en la toma de decisiones buena? La visualización de gráficos de la información es la respuesta a esta pregunta.
Los mejores visualizaciones son las que exponen algo nuevo sobre los patrones y relaciones que contienen los datos. La exposición de los patrones y la comprensión de ellos juegan un papel clave en el proceso de toma de decisiones. Principalmente existen tres criterios a considerar en la visualización de los datos.
Siguientes son algunos de los gráficos que se utilizan para la visualización de la información:
- Gráfico circular: gráficos circulares son los más utilizados para ilustrar la descomposición de una sola dimensión, como se relaciona con el todo. Por ejemplo, para representar el número de puestos de digamos 10 usuarios en 24 horas.
- Gráfico de barras: los gráficos de barras son útiles para comparar grupos de datos.
- Gráfico de líneas: los gráficos de líneas funcionan mejor para los datos continuos, los datos de los cambios a través del tiempo.
- Gráfico de dispersión: diagramas de dispersión pueden ser utilizado para representar una tendencia o la dirección de los datos.

## Herramientas de análisis

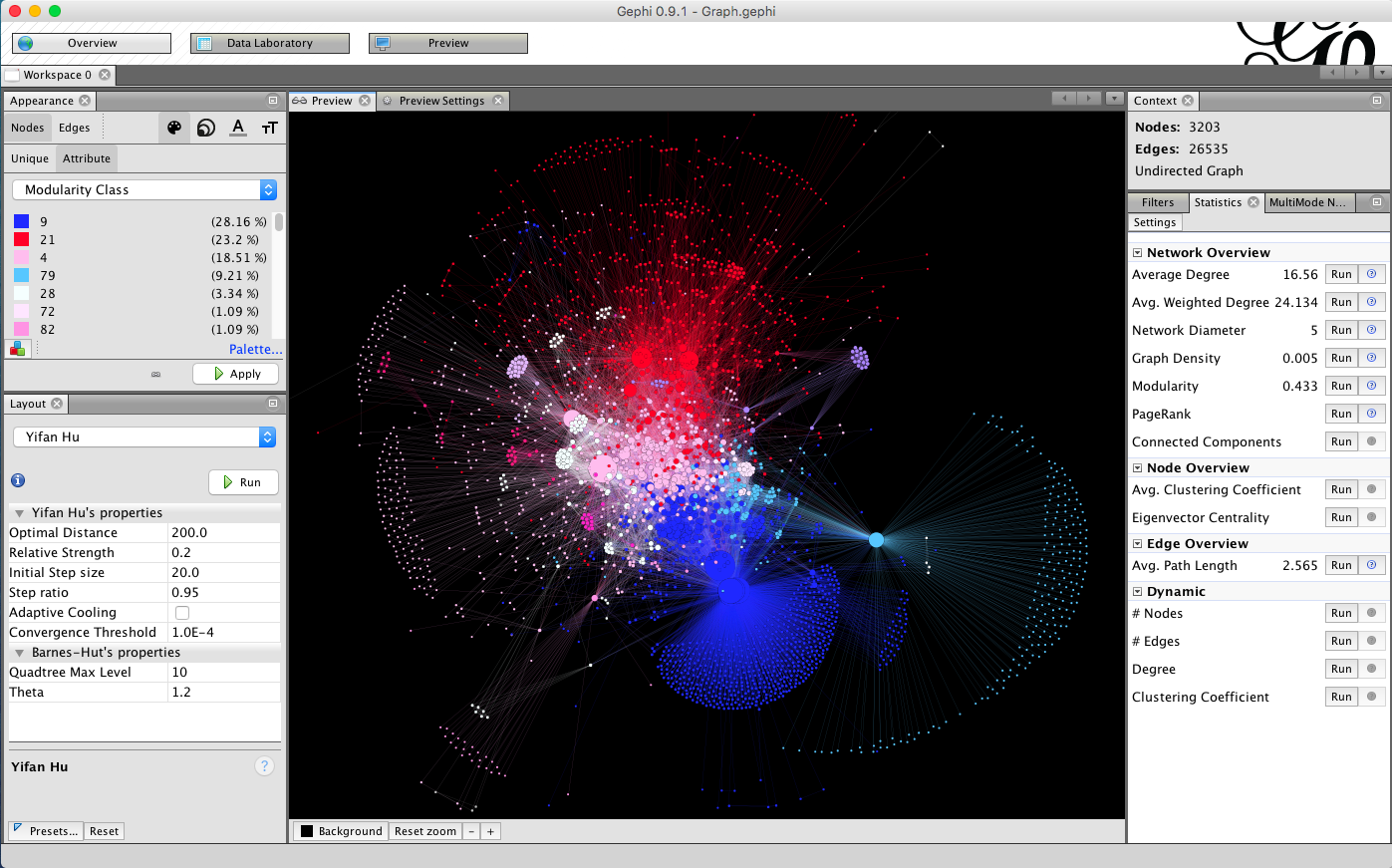
Interfaz de Gephi con la visualización de una red social.

Los principales software de análisis de redes sociales desarrollados entre fines de los años 1980 e inicios de los años 1990 son los siguientes:
| Nombre          | Año  | País de desarrollo |
| --------------- | ---- | ------------------ |
| GRADAP          | 1989 | Países Bajos       |
| KrackPlot       | 1993 | Estados Unidos     |
| NEGOPY y FATCAT | 1989 | Canadá             |
| SNAPS           | 1989 | Estados Unidos     |
| STRUCTURE       | 1989 | Estados Unidos     |
| UCINET          | 1991 | Estados Unidos     |

De todas ellas, KrackPlot y FATCAT son las únicas que no utilizan matrices para sus análisis, mientras que GRADAP es la única que utiliza explícitamente herramientas de la teoría de grafos. Pese a la lista anterior, las principales aplicaciones comenzaron a desarrollarse especialmente desde fines de los años 1990 e inicios de los años 2000. Su objetivo es analizar y visualizar redes sociales utilizando grandes cantidades de datos. Entre las aplicaciones más reconocidas hacia inicios de los años 2000 se encontraban UCInet-NetDraw, Pajek, Visone, Gephi, entre otras.

## Aplicaciones

### Análisis de medios digitales
El análisis de medios digitales es un área interdisciplinaria que se utiliza en ciencias sociales y ciencias de la computación de manera intercambiable. Provee una huella humana de seguimiento para el científico social que podría utilizarse en una amplia gama de disciplinas tales como la sociología, la ciencia política y la geografía. Las redes sociales brindan dos contextos amplios desde la perspectiva de los científicos sociales: proporciona una amplia gama de datos en disciplinas ya bien establecidas, y, a veces, pueden ser un insumo fundamental para validar o rechazar supuestos subyacentes a la teoría social. Los científicos políticos pueden seguir el desarrollo de la protesta política en línea y el intercambio de información entre comunidades de diferentes idiomas. Mientras tanto, es muy difícil conectar la comprensión científica de lo social a los datos de los medios sociales. Por ejemplo, el concepto convencional de amistad casi no se aplica al concepto de amistad de las redes sociales.
El análisis de redes sociales es una práctica cada vez más habitual en la industria. Es utilizada en diferentes enfoques sobre las decisiones de negocio, marketing, servicio al cliente, gestión de la reputación, ventas y otros. Hay una variedad de herramientas que ofrecen análisis de medios sociales. La lógica detrás de los algoritmos que están diseñados para estas herramientas es la selección, el procesamiento previo de datos, la transformación, la minería y la evaluación de patrones ocultos.

Análisis de redes sociales es el arte y la ciencia de la extracción de valiosos conocimientos ocultos de grandes cantidades de datos semi-estructurados y no estructurados de los medios sociales para habilitar la toma de decisiones informadas y acertadas. Es una ciencia, ya que implica una forma sistemática de identificar, extraer y analizar datos de los medios sociales (tales como tuit, acciones, gustos, e hipervínculos), así como el uso de herramientas y técnicas sofisticadas. Es también un arte, la interpretación y la alineación de los conocimientos adquiridos con objetivos de negocio. Para obtener el valor de los datos, uno debe dominar tanto su arte como su ciencia.

Dependiendo de los objetivos de negocio, se pueden adoptar cuatro formas diferentes, a saber: análisis descriptivo, análisis de diagnóstico, análisis predictivo y análisis prescriptivo.

### Inteligencia de negocios
La inteligencia de negocios puede ser descrita como "un conjunto de técnicas y herramientas para la adquisición y transformación de los datos en bruto en información práctica y útil para el análisis de negocio".
| Casos de Uso                  | Conocimiento | Técnicas                                                               | Métricas De Rendimiento                                            |
| ----------------------------- | --- | ---------------------------------------------------------------------- | ------------------------------------------------------------------ |
| Segmentación de Audiencia     | A qué segmentos apuntar para adquisición, crecimiento o retención? ¿Quiénes son los defensores o influencers para la marca o producto?            | Análisis de red social                                                 | Defensores activos Partidarios                                     |
| Descubrimiento de Información | ¿Cuáles son los nuevos negocios emergentes? ¿Están emergiendo nuevas comunidades de influencia?                                                   | Procesamiento de lenguaje natural Procesamiento de eventos complejos   | Tendencias del tema Relación de sentimiento                        |
| Exposición e Impacto          | ¿Cuáles son las percepciones de la marca? ¿Cómo se comparar con los competidores? ¿Qué medios sociales están siendo utilizados para la discusión? | Análisis de red social Procesamiento de Lenguaje Natural               | Alcance de la conversación Participación de la audiencia           |
| Inferencias de Comportamiento | ¿Cuál es la relación entre temas relevantes y problemas? ¿Cuáles son las causas para la intención de compra?                                      | Procesamiento de Lenguaje Natural Agrupación de datos Minería de datos | Intereses o preferencias Correlación de temas Matrices de afinidad |